# Karabach
Ne doit pas être confondu avec Karabagh.
Karabach (en russe : Карабаш) est une ville de l'oblast de Tcheliabinsk, en Russie. Sa population s'élevait à 12 255 habitants en 2013.

## Géographie
Karabach est arrosée par la rivière Zaï, près du réservoir d'Argazi sur la Miass. Elle est située à 84 km — 86 km par la route — au nord-ouest de Tcheliabinsk.

## Histoire
Karabach a été fondée en 1822 pour les travailleurs de mines d'or. Elle accéda au statut de commune urbaine le 27 mars 1928 et à celui de ville le 20 juin 1933.

## Population
Recensements (*) ou estimations de la population
| 1900 | 1926* | 1939*  | 1959*  | 1970*  | 1979*  |
| ---- | ----- | ------ | ------ | ------ | ------ |
| 400  | 3 183 | 28 318 | 24 925 | 20 018 | 17 619 |

| 1989*  | 2002*  | 2010*  | 2012   | 2013   | - |
| ------ | ------ | ------ | ------ | ------ | - |
| 17 006 | 15 942 | 13 152 | 12 741 | 12 255 | - |

## Économie
L'économie de Karabach repose depuis 1910 sur une importante fonderie de métaux non ferreux, principalement de cuivre, de l'entreprise Karabachmed (Карабашмедь), qui est à l'origine d'une très grave pollution de la région de Karabach. Pour cette raison, l'usine avait été fermée en 1987, supprimant 3 500 emplois. Mais elle fut rouverte en 1998 avec 1 400 salariés.

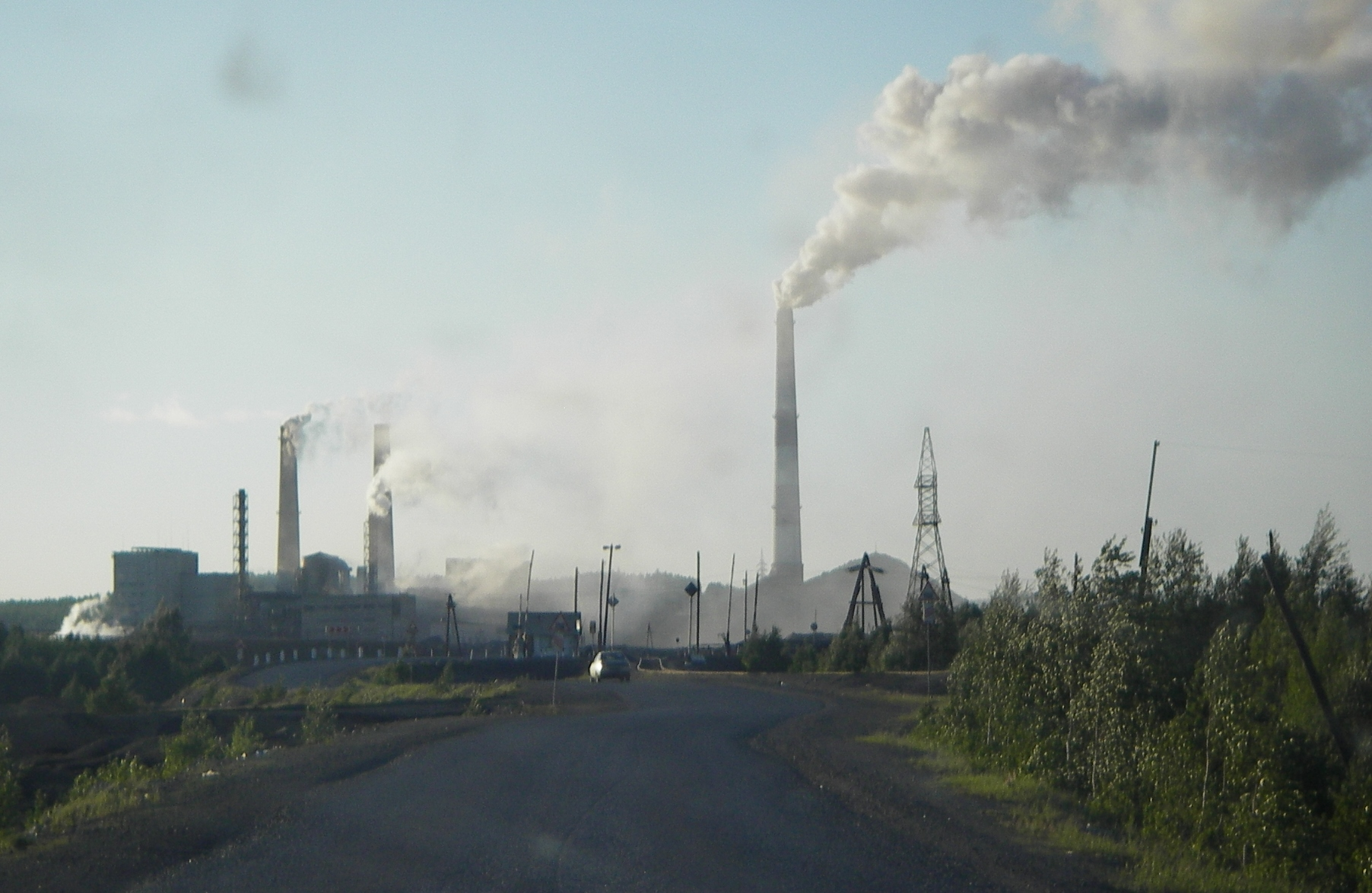
Fonderie de cuivre à Karabach
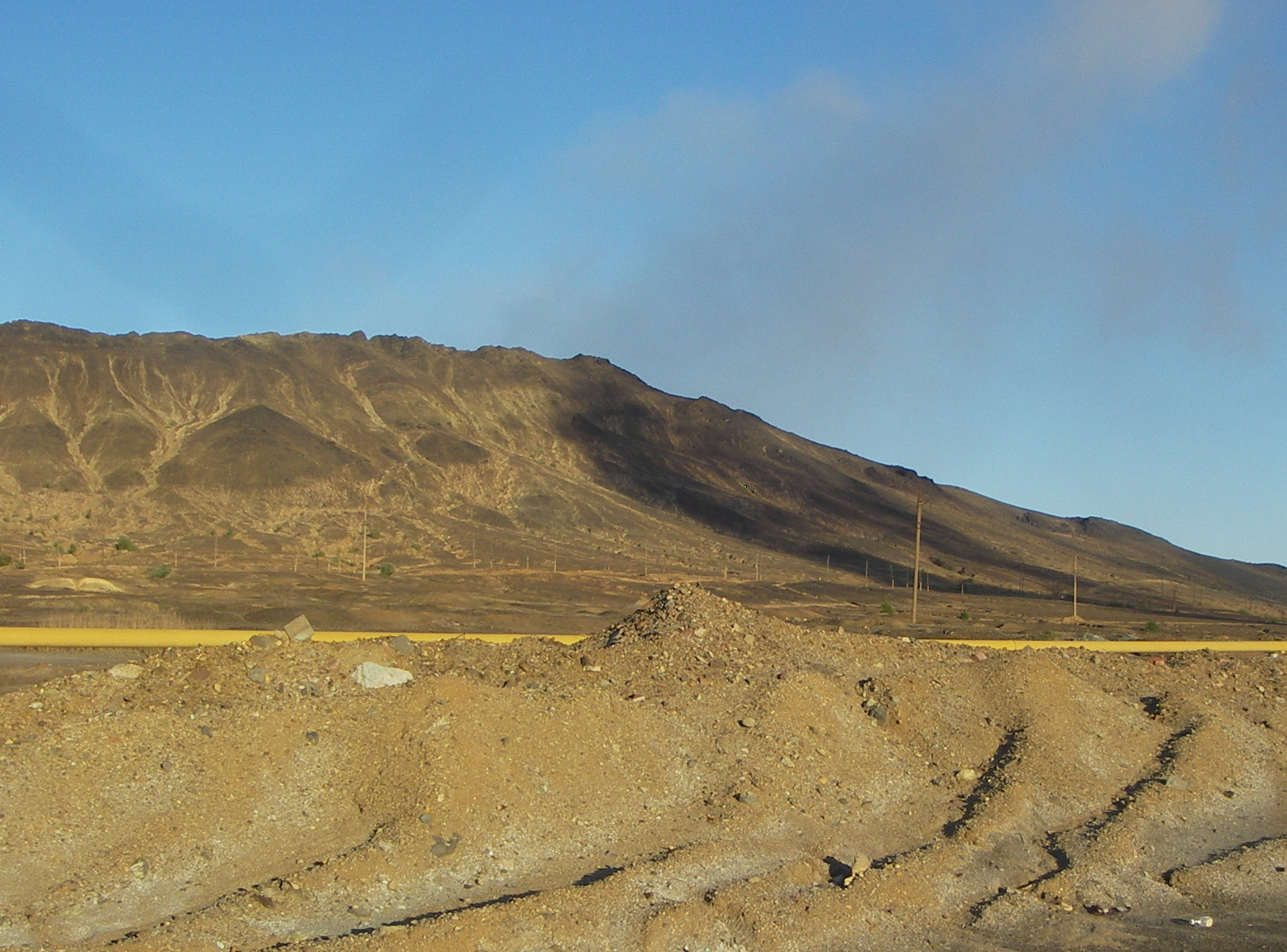
Montagne des environs de Karabach dont la couverture boisée a été détruite par la pollution.